# Chalain-le-Comtal
Chalain-le-Comtal – miejscowość i gmina we Francji, w regionie Owernia-Rodan-Alpy, w departamencie Loara.
Według danych na rok 1990 gminę zamieszkiwało 385 osób, a gęstość zaludnienia wynosiła 21 osób/km² (wśród 2880 gmin regionu Rodan-Alpy Chalain-le-Comtal plasuje się na 1248. miejscu pod względem liczby ludności, natomiast pod względem powierzchni na miejscu 578.).